# Sortosa chilensis
Sortosa chilensis là một loài Trichoptera thuộc họ Philopotamidae. Chúng phân bố ở vùng Tân nhiệt đới.